# Bogatynia Wąskotorowa
Bogatynia Wąskotorowa – nieczynna wąskotorowa stacja kolejowa w Bogatyni, w województwie dolnośląskim, w Polsce. Została otwarta w 1884 roku. Zlikwidowana została w 1964 roku.